# Diada de la Catalunya Nord
El 7 de novembre és la Diada de la Catalunya Nord, que commemora la partició de Catalunya i l'annexió de l'actual Catalunya Nord a França en virtut del Tractat dels Pirineus (1659). En el context de la Diada, el cap de setmana més proper al dia 7, tenen lloc diversos esdeveniments a la Catalunya Nord, entre els quals una manifestació a Perpinyà i la cloenda del Correllengua.
La primera manifestació per la Diada va tenir lloc el 1984 a Perpinyà. Va ser organitzada pel "Col·lectiu 7 de novembre" i van assistir-hi un miler de persones. Des d'aleshores, altres col·lectius i partits polítics (Jove Moviment Feminista de Perpinyà, Casal Jaume I de Perpinyà, Aire Nou, ERC Catalunya Nord) s'han sumat a les convocatòries. Arran dels esdeveniments polítics a Catalunya Sud, el nombre d'assistents a la manifestació també s'ha incrementat els últims anys.
Durant la Diada del 2017, el batlle de Perpinyà, Jean-Marc Pujol, no va autoritzar el tradicional desplegament d'una bandera estelada de grans dimensions al Castellet.
Assistència a la Manifestació 7 de Novembre:
- 2019/ 9 de Novembre, 3.000 assistents
- 2018/ 10 de Novembre, 10.000 assistents
- 2017/ 4 de Novembre, 3.000 assistents
- 2016/ 5 de Novembre, 600 assistents
- 2015/ 7 de Novembre, 2.000 assistents